# Municipio de Hualahuises
El municipio de Hualahuises es uno de los 51 municipios en los que se divide el estado mexicano de Nuevo León. Se ubica en el sureste del estado, enclavado en el municipio de Linares. Junto con Chahuites, Oaxaca, es uno de los dos únicos municipios de México que se encuentran enclavados en otro. Su cabecera es la localidad de Hualahuises.

## Historia
Hualahuises fue fundado en 1656 mediante un acuerdo de paz entre el capitán indígena Martín Hualahuís y el gobernador Martín de Zavala del Nuevo Reino de León. A partir de entonces, el asentamiento gualagüís fue reconocido como pueblo de indios y convertido en misión bajo el nombre de "San Cristóbal de Gualagüises".

## Geografía

### Superficie
El municipio tiene una superficie de 127.80 km²

### Hidrografía
El municipio es regado por el río Hualahuises que comienza en Iturbide en la Sierra Madre Oriental, pasa por Hualahuises, recibe aguas del río Camacho y del arroyo de Laja que desemboca en el río Pablillo que se encuentra en el municipio de Linares.

### Orografía
El relieve de la región es generalmente plano, constituye una Llanura; las elevaciones del municipio no son de gran altitud.